# My Life II... The Journey Continues (Act 1)
My Life II... The Journey Continues (Act 1) è il decimo album in studio della cantante R&B statunitense Mary J. Blige pubblicato il 21 novembre 2011, seguito del suo secondo album studio, My Life, del 1994. I due singoli ufficiali estratti dall'album sono 25/8 e Mr. Wrong, oltre che The Living Proof, brano colonna sonora del film The Help, nominato ai Golden Globe come miglior canzone originale e vincitore del Critics' Choice Awards alla miglior canzone.

## Descrizione
Successivamente alla pubblicazione di Stronger with Each Tear, la cantante ha confermato di essere al lavoro al decimo progetto discografico, su cui vi furono indiscrezioni giornalistiche sulla partecipazione all'album di Alicia Keys, Swizz Beatz, Kanye West, Jay-Z, Beyoncé, Timbaland Johntá Austin e Salaam Remi.  I primi rapporti sostenevano che l'album si sarebbe intitolato LovHer e sarebbe dovuto uscire nel primo trimestre del 2011, ma Blige ha poi rivelato durante il Music Saved My Life Tour, che non aveva fretta di pubblicare l'album e non gli aveva ancora dato un titolo.
Agli MTV Video Music Awards del 2010, Blige ha descritto il calore sonoro del nuovo album simile ai suoi primi due progetti, dicendo che «sarà più come un What's the 411? del 2012. È diretto in quella direzione ma in un nuovo modo. [...] In questo momento è R&B e hip-hop e soul. Se va nella direzione della musica da club, sarà probabilmente più soul che futuristico».

## Promozione
Per promuovere il progetto discografico la cantante si è esibita in numerosi talk show e programmi statunitensi, tra cui Good Morning America, The Wendy Williams Show, Later... with Jools Holland, The Today Show, The View, oltre che nel corso delle cerimonie dei Billboard Music Awards e American Music Award.
Blige ha intrapreso in un tour negli Stati Uniti per promuovere l'album, con spettacoli a Oakland, Los Angeles, New York e Atlanta.

### Singoli
L'11 marzo 2011 viene pubblicata la collaborazione Someone to Love Me (Naked) con Diddy e Lil Wayne, destinato al mercato statunitense e canadese. Dopo il periodo estivo, viene pubblicato il singolo 25/8 nel settembre 2011. Il 28 ottobre 2011 viene pubblicata la collaborazione Mr. Wrong con Drake, che esordisce alla posizione 87 della Billboard Hot 100 e viene riconosciuta con il NAACP Image Award come miglior collaborazione.
Nell'album è compreso il brano colonna sonora del film The Help, uscito nelle sale nel giugno 2011, intitolato The Living Proof. La canzone ottiene numerose nomine nelle principali premiazioni cinematografiche, tra cui ai Golden Globe come miglior canzone originale, e vince il Critics' Choice Awards alla miglior canzone.
Il 10 aprile 2012 viene rilasciato il quarto estratto, Why, con Rick Ross. Il quinto estratto Don't Mind viene pubblicato il 19 giugno 2012.

## Ricezione della critica
L'album ha ricevuto recensioni favorevoli da parte dei critici, ricevendo 72 punti su 100 da essi secondo Media Traffic.

## Tracce
1. Intro - 1:16
2. Feel Inside - 5:07
3. Midnight Drive (feat. Brook Lynn) - 4:12
4. Next Level (feat. Busta Rhymes) - 4:13
5. Ain't Nobody - 4:03
6. 25/8 - 3:55
7. Don't Mind - 3:57
8. No Condition - 4:27
9. Mr. Wrong (feat. Drake) - 4:01
10. Why (feat. Rick Ross) - 4:21
11. Love a Woman (feat. Beyoncé) - 4:31
12. Empty Prayers - 3:15
13. Need Someone - 3:55
14. The Living Proof - 5:55

### Tracce bonus per gli USA
1. Irreversible - 3:06
2. Miss Me With That - 4:00
3. Someone to Love Me (Naked) (feat. Lil Wayne e Diddy) - 3:32

### Tracce bonus per il Regno Unito
1. You Want This - 4:14
2. This Love Is for You - 3:46
3. One Life - 3:46
4. Someone to Love Me (Naked) (feat. Lil Wayne e Diddy) - 3:32

### Tracce bonus per ITunes USA
1. Get It Right(feat Taraji P. Henson) - 4:08

### Tracce bonus per ITunes UK
1. Get It Right(feat Taraji P. Henson) - 4:08
2. Hero - 3:36

## Classifiche
| Classifica (2011) | Posizione massima |
| ----------------- | ----------------- |
| Italia            | 96                |
| Paesi Bassi       | 95                |
| Svizzera          | 31                |
| Stati Uniti       | 5                 |

## Date di pubblicazione
| Paese         | Data              | Formato              | Etichetta                         | Edizione         |
| ------------- | ----------------- | -------------------- | --------------------------------- | ---------------- |
| Australia     | 18 novembre 2011  | CD, digital download | Geffen Records\|Geffen            | Standard         |
| Austria       | 18 novembre 2011  | CD, digital download | Geffen Records\|Geffen            | Standard         |
| Germania      | 18 novembre 2011  | CD, digital download | Geffen Records\|Geffen            | Standard         |
| Giappone      | 18 novembre 2011  | CD, digital download | Geffen Records\|Geffen            | Standard         |
| Nuova Zelanda | 18 novembre 2011  | CD, digital download | Geffen Records\|Geffen            | Standard         |
| Paesi Bassi   | 18 novembre 2011  | CD, digital download | Geffen Records\|Geffen            | Standard         |
| Spagna        | 18 novembre 2011  | CD, digital download | Geffen Records\|Geffen            | Standard         |
| Svezia        | 18 novembre 2011  | CD, digital download | Geffen Records\|Geffen            | Standard         |
| Svizzera      | 18 novembre 2011  | CD, digital download | Geffen Records\|Geffen            | Standard         |
| Canada        | November 21, 2011 | CD, digital download | Geffen Records\|Geffen            | Standard         |
| Francia       | November 21, 2011 | CD, digital download | Geffen Records\|Geffen            | Standard         |
| Regno Unito   | November 21, 2011 | CD, digital download | Polydor Records                   | Standard         |
| Stati Uniti   | November 21, 2011 | CD, digital download | Matriarch Records, Geffen Records | Standard, deluxe |